# Fredrik Söderberg
Fredrik Söderberg (1986) è un ex sciatore alpino svedese.

## Biografia
Originario di Hassela e attivo in gare FIS dal febbraio del 2002, in Coppa Europa Söderberg ha esordito il 2 dicembre 2007 a Åre in slalom speciale, senza completare la prova, ha ottenuto il miglior piazzamento il 15 gennaio 2009 a Oberjoch nella medesima specialità (17º) e ha disputato l'ultima gara il 22 gennaio 2011 nelle medesime località e specialità, senza completare la prova. Si è ritirato durante la stagione 2012-2013 e la sua ultima gara è stata uno slalom gigante FIS disputato il 27 gennaio nel suo paese di origine, chiuso da Söderberg al 7º posto; non ha debuttato in Coppa del Mondo né preso parte a rassegne olimpiche o iridate.

## Palmarès

### Coppa Europa
- Miglior piazzamento in classifica generale: 164º nel 2009

### Campionati svedesi
- 3 medaglie[1][2]:
  - 3 ori (slalom parallelo nel 2007; slalom parallelo nel 2009; slalom parallelo nel 2012)